# دينيسي يوي
دينيسي يوي (بالصينية: 俞宗怡) هي قاضية صلح ‏ صينية، ولدت في 6 أكتوبر 1952 في هونغ كونغ في الصين.